# 내촌로
내촌로(Naechon-ro)는 경기도 포천시 내촌면 내촌중학교앞교차로 에서 포천시 내촌면를 잇는 도로다.

## 주요 경유지
경기도
- 포천시 내촌면

## 노선
| 이름                | 접속 노선              | 소재지 | 소재지 | 비고 |
| ------------------- | ---------------------- | ------ | ------ | ---- |
| 내촌중학교앞 교차로 | 국도 제47호선 (금강로) | 포천시 | 내촌면 |      |
| 내촌삼거리          | 포천로                 | 포천시 | 내촌면 |      |
| (이름 없음)         | 국도 제47호선 (금강로) | 포천시 | 내촌면 |      |

## 주요 건물및 시설
- CU 포천내촌제일점 (내촌로 32/음현리 765)
- 농협 포천축산농협 내촌지점 (내촌로 59/내리 485-11)
- 농협 가산농협 내촌지점 (내촌로 60/내리 275-10)
- 농협 가산농협 하나로마트 내촌점 (내촌로 60/내리 275-10)
- 내촌면행정복지센터 (내촌로 70/내리 368-5)
- CU 포천내촌점 (내촌로 78/내리 313-3)
- 내촌초등학교 (내촌로 88/내리 334-5)
- 내촌119안전센터 (내촌로 120/내리 293-2)